# Robinson Group
Robinson Group är en ögrupp i Antarktis som sträcker sig cirka 16 kilometer i öst-västlig riktning och ligger utanför Mac. Robertson Lands kust, nordväst om Cape Daly. Australien gör anspråk på området. Robinson Group omfattar cirka 150 små öar och sträcker sig från Child Rocks i väst till Austskjera i öst, samt från kusten till Douglas Islands i norr.
Ögruppen observerades 1931 av British Australian New Zealand Antarctic Research Expedition, ledd av Douglas Mawson som namngav den efter W.S. Robinson från Melbourne, en av expeditionens finansiärer. Även besättningen på den norska valfångaren Thorgaut observerade öarna 1931 och de gav ögruppen namnet Thorgautøyane. Efter ett beslut från Australian Antarctic Names and Medals Committee gavs namnet Robinson till hela ögruppen och Thorgaut till den mest iögonfallande ön.
Robinson Group är häckningsplats för adéliepingviner, av gruppens ca 150 öar återfinns de på 30 och de flesta av dessa öar huserar tusentals bon.